# Premier commando de la capitale
Le Premier commando de la capitale (Primeiro Comando da Capital en portugais) ou PCC est une organisation mafieuse brésilienne, très puissante dans le milieu carcéral.

## Historique

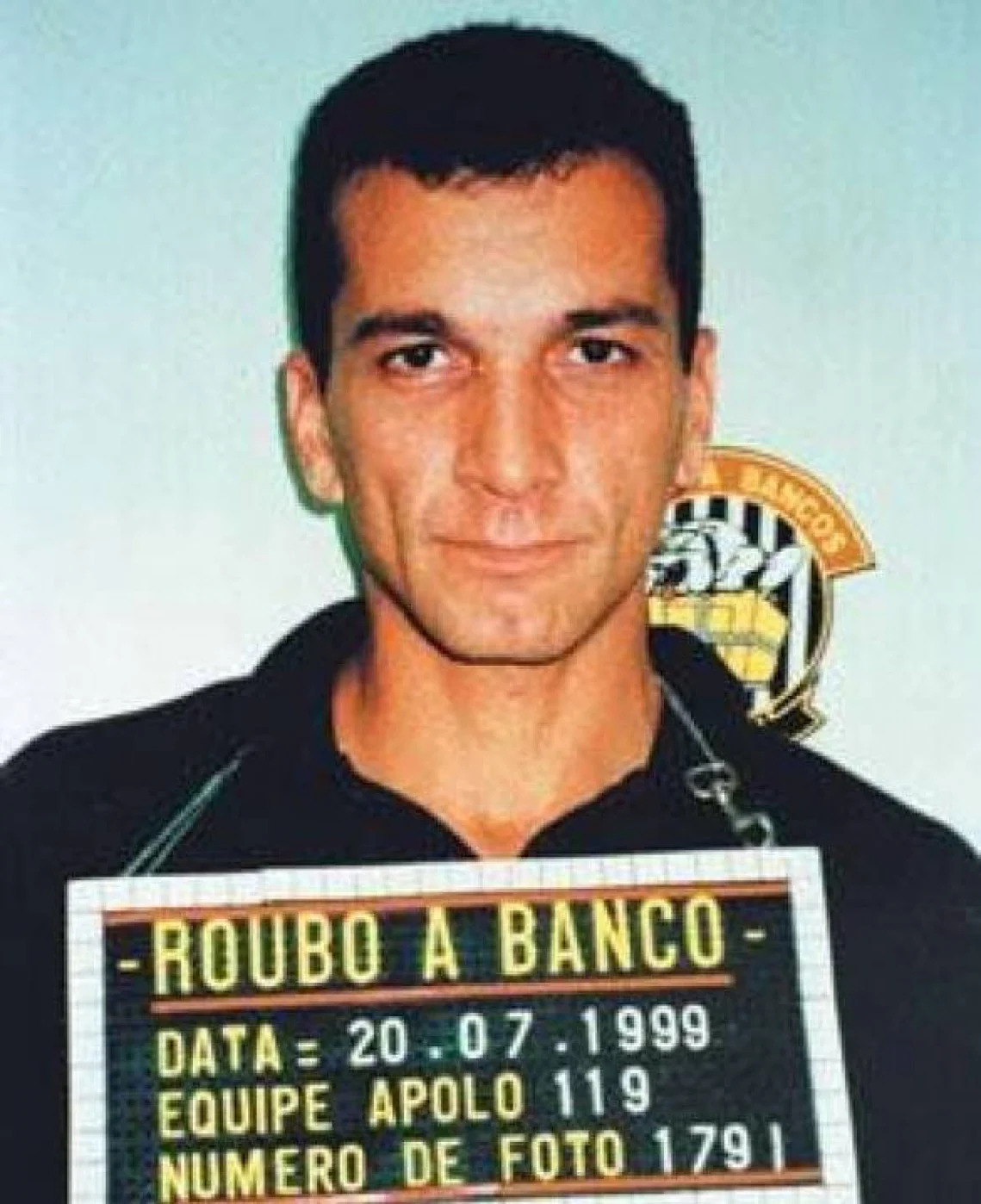
Marcos Willians Herbas Camacho Marcola

### Origine
Le PCC est né le 31 août 1993 à la prison de Taubaté, dénommée Piranhão (« Gros piranha »), située à 130 km de São Paulo, et considérée comme la plus sûre de l'État de São Paulo à l'époque. Le PCC a été créé lors d'un match de football par huit détenus : Misael « Misa » Aparecido da Silva, Wander Eduardo « Cara Gorda » (« Grosse tronche ») Ferreira, Antônio Carlos Roberto da Paixão, Isaías « Esquisito » (« Bizarre ») Moreira do Nascimento, Ademar « Dafé » dos Santos, Antônio « Bicho Feio » (« Bête moche ») Carlos dos Santos, César « Césinha » (« Petit César ») Augusto Roris da Silva et José « Geleião » (« Grosse gelée ») Márcio Felício. Commando Capitale était le nom qu'ils avaient donné à leur équipe de football. À ses débuts le PCC s'est aussi fait appeler Parti du Crime. Il est également connu sous les chiffres « 15.3.3 » (numéros d'ordre dans l'alphabet des lettres formant le sigle PCC).

### Révolte de mai 2006

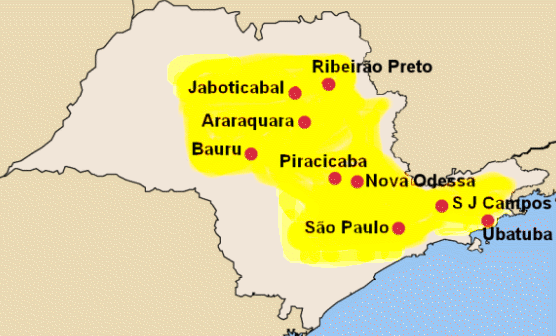
Principales villes où se sont déroulés les 106 attentats en juillet 2006. La carte représente l'État de São Paulo.

En mai 2006, plusieurs centaines de détenus, considérés comme des chefs de gangs, allaient être transférés vers la prison de haute sécurité Presidente Venceslau à plus de 500 km de la capitale. Ayant été informé de ce transfert par un fonctionnaire corrompu du gouvernement de la province, le PCC lance une révolte dans l'ensemble des prisons de l'État de São Paulo, soit près de 150 000 détenus ainsi qu'une véritable guérilla urbaine dans le grand São Paulo avec des attaques contre des commissariats, des banques et des autobus et différents lieux publics qui feront plus de 150 morts. Ces émeutes ont mis en lumière le délabrement du système pénitentiaire brésilien, avec plus de 350 000 détenus dans des établissements surpeuplés et violents au personnel fortement corrompu. 
Entre les 11 et 15 juillet 2006, 106 attentats attribués au PCC ont été perpétrés contre des tribunaux, des supermarchés, des banques, des autobus et des commissariats.

## Fonctionnement
Selon ses fondateurs, l'organisation fut créée pour combattre « l'oppression du système pénitentiaire » et venger les 111 morts du massacre de Carandiru du 2 octobre 1992, tués durant la brutale répression par la police militaire d'une révolte dans la plus grande prison du pays. En fait, elle s'est plutôt organisée et fonctionne comme une organisation criminelle. Avec pour mot d'ordre «Un pour tous, tous pour un», le PCC s'est rapidement apparenté à une mafia des prisons. Les membres sont recrutés et montent en grade en accomplissant des missions de confiance : crimes, trafics, extorsions, etc.  
Pour se financer, le PCC a mis en place un système de « cotisations » : les « frères » emprisonnés payent chaque mois 50 réaux (environ 14 euros), ceux qui sont déjà libérés, 500 réaux. Le PCC contrôle le trafic de drogue dans les prisons, planifie des assassinats (à l'intérieur ou à l'extérieur des prisons) selon les besoins de l'organisation. Il peut opérer en quasi impunité dans les prisons en ayant organisé une corruption à grande échelle des gardiens. Les prisonniers auxquels il accorde sa protection paient souvent leur dette une fois libérés. Le PCC est aussi de plus en plus à l'origine d'actions criminelles hors des prisons à São Paulo et sa région.
Des dizaines de membres de l'organisation emprisonnés dans une prison paraguayenne s'évadent en février 2020. Le directeur de la prison et les gardiens étaient vraisemblablement complices.